# بوب لاركن
بوب لاركن (بالإنجليزية: Bob Larkin)‏ هو رسام أمريكي، ولد في 10 يوليو 1949.